# Google Apps Script
Google Apps Script（GAS、ガス）とは、Googleによって開発されたスクリプトプラットフォームである軽量のアプリケーション開発のためのGoogleのワークスペースプラットフォーム。 主にGoogleのサービスを自動化するスクリプト言語である。JavaScriptがもとになっているため汎用性が高く、開発環境はGoogle Chromeだけでいいのでプログラミング初心者が始めやすい言語の1つである。Google Apps Scriptは当初、Mike HarmがGoogleスプレッドシートの開発者として働いていたときに、サイドプロジェクトとして開発された。Google Apps Scriptは、2009年5月に、GoogleドキュメントのプロダクトマネージャーであったJonathanRochelleによってベータテストプログラムが発表されたときに初めて公開された。 その後、2009年8月にGoogle AppsScriptがすべてのGoogleAppsPremierおよびEducationEditionのお客様に利用可能になる。 これはJavaScript1.6に基づいているが、1.7と1.8の一部、およびECMAScript 5APIのサブセットも含まれている 。
2020年3月、Googleは従来の Rhino JavaScript インタープリタに加えて V8  Rhino JavaScript インタープリタの提供を開始し、ECMAScript6以降の機能にも対応した。
Apps Scriptプロジェクトは、 Googleのインフラストラクチャで、サーバー側で実行される。 Googleによると、Apps Scriptは、「Google製品とサードパーティサービス全体のタスクを自動化する簡単な方法を提供します」。  Apps Scriptは、 Googleドキュメント、スプレッドシート、スライドのアドオンを強化するツールでもある。

## 概要
Googleスプレッドシートで主に使われるが、それ以外でも利用ができる。非常に適応範囲が広いので、例えば、SNSに返信が届いた場合Gmailに届ける、Gmailで期限の近いタスクを自分のSlackで表示する等のこともできる。

## 例
```
function
 
doGet
(
e
)
 
{
  

  
var
 
searchTerm
 
=
 
'Script Tools'

  
var
 
ui
 
=
 
XmlService
.
createDocument
(
XmlService
.
createElement
(
'html'
)).
setDocType
(
XmlService
.
createDocType
(
'html'
))

  
var
 
body
 
=
 
XmlService
.
createElement
(
'body'
)
  

  
body
 
=
 
buildTree
(
body
,
 
searchTerm
);

  
ui
.
getRootElement
().
addContent
(
body
)

  
return
 
HtmlService
.
createHtmlOutput
(
XmlService
.
getRawFormat
().
format
(
ui
))

}

function
 
buildTree
(
node
,
 
searchTerm
)
 
{

  
var
 
ul
 
=
 
XmlService
.
createElement
(
'ul'
).
addContent
(
XmlService
.
createElement
(
'p'
).
addContent
(
XmlService
.
createText
(
searchTerm
)));
 

  
// Use of the Apps Script DriveApp Service to retrieve the collections.  

  
var
 
folders
 
=
 
DriveApp
.
getFoldersByName
(
searchTerm
).
next
().
getFolders
()

  
while
 
(
folders
.
hasNext
()){
    

    
var
 
thisFolder
 
=
 
folders
.
next
();
   

    
var
 
li
 
=
 
XmlService
.
createElement
(
'li'
);
   

    
var
 
resp
 
=
 
buildTree
(
li
,
 
thisFolder
.
getName
())
            

    
ul
.
addContent
(
li
);

  
}

  
var
 
files
 
=
  
DriveApp
.
getFoldersByName
(
searchTerm
).
next
().
getFiles
()
   

  
while
 
(
files
.
hasNext
())
 
{
    

    
var
 
thisFile
 
=
 
files
.
next
()
    

    
if
 
(
thisFile
.
getMimeType
()
 
===
 
"application/vnd.google-apps.document"
)
 
{

      
urlBase
 
=
 
"https://docs.google.com/document/edit?id="
;

      
iconHTML
 
=
 
"https://drive-thirdparty.googleusercontent.com/32/type/application/vnd.google-apps.document"
;

    
}
    

    
else
 
if
 
(
thisFile
.
getMimeType
()
 
===
 
"application/vnd.google-apps.spreadsheet"
)
 
{
      

      
urlBase
 
=
 
"https://spreadsheets.google.com/ccc?key="
;

      
iconHTML
 
=
 
"https://drive-thirdparty.googleusercontent.com/32/type/application/vnd.google-apps.spreadsheet"
;

    
}

    
else
 
if
 
(
thisFile
.
getMimeType
()
 
===
 
"application/vnd.google-apps.script"
)
 
{
      

      
urlBase
 
=
 
"https://docs.google.com/fileview?id="
;

      
iconHTML
 
=
 
"https://drive-thirdparty.googleusercontent.com/32/type/application/vnd.google-apps.script"
;

    
}

    
else
 
if
 
(
thisFile
.
getMimeType
()
 
===
 
"application/vnd.google-apps.presentation"
)
 
{
       

      
urlBase
 
=
 
"https://docs.google.com/present/edit?id="
;

      
iconHTML
 
=
 
"https://drive-thirdparty.googleusercontent.com/32/type/application/vnd.google-apps.presentation"
;

    
}

    
else
 
if
 
(
thisFile
.
getMimeType
()
 
===
 
"application/vnd.google-apps.drawing"
)
 
{
       

      
urlBase
 
=
 
"https://docs.google.com/drawings/edit?id="
;

      
iconHTML
 
=
 
"https://drive-thirdparty.googleusercontent.com/32/type/application/vnd.google-apps.drawing"
;
       

    
}

    
else
 
{

      
urlBase
 
=
 
"https://docs.google.com/fileview?id="
;

      
iconHTML
 
=
 
"https://drive-thirdparty.googleusercontent.com/32/type/application/application/vnd.google-apps.unknown"
;
    

    
}
    

    

    
var
 
li
 
=
 
XmlService
.
createElement
(
'li'
);
     

    
var
 
image
 
=
 
XmlService
.
createElement
(
'img'
).
setAttribute
(
'src'
,
 
iconHTML
);
    

    
var
 
fileLabel
 
=
  
XmlService
.
createElement
(
'a'
).
setAttribute
(
'href'
,
 
urlBase
 
+
 
thisFile
.
getId
())

                      
.
setAttribute
(
'target'
,
 
'_blank'
).
addContent
(
XmlService
.
createText
(
thisFile
.
getName
()))

    
var
 
fileLabelPanel
 
=
 
XmlService
.
createElement
(
'div'
).
setAttribute
(
'style'
,
 
'display:flex;flex-direction: row;'
)

    
fileLabelPanel
.
addContent
(
image
)

    
fileLabelPanel
.
addContent
(
fileLabel
)
    

    
li
.
addContent
(
fileLabelPanel
)

    
ul
.
addContent
(
li
)

  
}
    

  
node
.
addContent
(
ul
)

  
return
 
node
;
   

}

```

## アドオン
2014年3月、Googleはドキュメントとスプレッドシートへのアドオンを導入。まもなくフォームにも導入された。アドオンを使用することで、メールマージやワークフロー、ダイアグラムビルダーをドキュメントエディタに追加することが可能になった。このアドオンらは全てApps Scriptで構築されているか、あるいはそれを使用してUIを表示し、タスクを外部バックエンドに依存させることで形成されている。例えばメールチンプは、メールチンプのプラットフォームと通信し、メールを送信するためのドキュメント用アドオンを使用している。
これが登場する前は、スクリプトギャラリーというものが存在し、そこでスクリプトを公開することができた。これを通じインストールすると、Apps Scriptのコードのコピーが自身のスプレッドシートに入るようになっていた。アドオンでは、エンドユーザーにソースコードを公開することはされず、全員が最新バージョンを使用することができる。
アドオンリリースの一環として、開発者がエディタに統合しやすくなるよう、ガイドとCSSを導入している。また、それぞれのアドオンは正式公開前にGoogleによってレビューされるので、Google社員からのアドバイスを受けることができる。広告をアドオンに掲載することは原則不可能だが、マネタイズで利益を得ることは可能とされる。